# Cretobraconus mongolensis
Cretobraconus mongolensis är en stekelart som beskrevs av Alexandr Rasnitsyn och Michael J. Sharkey 1988. Cretobraconus mongolensis ingår i släktet Cretobraconus och familjen Eoichneumonidae. Inga underarter finns listade i Catalogue of Life.